# Anthophora shagrensis
Anthophora shagrensis är en biart som beskrevs av Hermann Priesner 1957. Den ingår i släktet pälsbin och familjen långtungebin. Inga underarter finns listade i Catalogue of Life.

## Beskrivning
Endast honan har påträffats. Grundfärgen är svart med vanligen mörkbruna ben samt gul panna och munsköld. Ansiktet har en relativt gles, vitaktig behåring. Mellankroppen har gulgrå päls med iblandade svarta hår. Tergit 1 (första segmentet på bakkroppens ovansida) har en tämligen gles, vitaktig behåring i den främre delen, medan de övriga tergiterna har tjock, gulgrå päls. På tergit 2 (ibland även på tergit 1) finns en vag, svart tvärstrimma, och i mitten av tergit 5 en kudde av mörkbrun päls. Bakkroppen har inga egentliga band vit tergiternas bakkanter, men eftersom fogarna mellan tergiterna är ljusa uppnås ändå en viss, randig effekt. Biet är litet; kroppslängden är 8,5 till 9 mm.

## Ekologi
Som alla i släktet är Anthophora shagrensis ett solitärt bi och en skicklig flygare som föredrar torrare klimat. Arten har iakttagits under april och augusti i egyptiska öknar, inklusive Sinaiöknen.

## Utbredning
Förutom i Egypten har biet även iakttagits i Algeriet och Israel.